# شرادا بانديت
شرادا بانديت (بالإنجليزية: Shrraddha Pandit)‏ (مواليد 4 يوليو 1982) هي مطربة هندية.

## وصلات خارجية
- شرادا بانديت على موقع IMDb (الإنجليزية)
- شرادا بانديت على موقع ميوزك برينز (الإنجليزية)